# Hafferia
Hafferia es un género de aves paseriformes perteneciente a la familia Thamnophilidae que agrupa a tres especies nativas de la América tropical (Neotrópico), donde se distribuyen separadamente, una desde el noroeste de Costa Rica hasta el oeste de los Andes de Colombia y Ecuador, otra en los Andes centrales y orientales del noreste de Colombia hasta el noroeste de Venezuela y la tercera desde el sureste de Colombia y oeste de la Amazonia brasileña hasta el noroeste de Bolivia. Estas especies anteriormente formaban parte del amplio género Myrmeciza, de donde fueron separadas recientemente, en 2013. A sus miembros se les conoce por el nombre popular de hormigueros.

## Etimología
El nombre genérico femenino «Hafferia» conmemora al ornitólogo alemán Jürgen Haffer por sus importantes contribuciones a la ornitología neotropical.

## Características
Las aves de este género son hormigueros bastante grandes, midiendo alrededor de 18,5 cm de longitud. Los machos son negros o negro grisáceos; las hembras son pardas o pardas y grises; ambos sexos no presentan pintas en las plumas cobertoras de las alas como otras especies semejantes. Presentan una gran mancha periorbital de color azul pálido y no presentan mancha blanca interescapular. Difieren de las especies de Akletos, parientes cercanas, por tener las colas más largas y las alas más cortas.
Habitan en selvas húmedas y prefieren el denso sotobosque de enmarañados de enredaderas, especialmente en clareras y bordes del bosque. La especie fortis en selvas de terra firme y las otras dos en selvas montanas bajas. Todas las especies forrajean en el suelo y en los substratos bajos hasta 1 a 2 m del suelo; todas acompañan con alguna regularidad regueros de hormigas guerreras, pero fortis especialmente es considerada una seguidora consuetudinaria de hormigas guerreras.

## Lista de especies
Según las clasificaciones Clements Checklist/eBird v.2017 y del Congreso Ornitológico Internacional (IOC), este género agrupa a las siguientes especies, con el respectivo nombre popular de acuerdo con la Sociedad Española de Ornitología (SEO), u otro cuando referenciado:
| Imagen | Nombre científico   | Autor                        | Nombre común                     | Estado de conservación | Distribución |
| ------ | ------------------- | ---------------------------- | -------------------------------- | ---------------------- | ------------ |
|        | Hafferia fortis     | (P.L. Sclater & Salvin, 1868 | hormiguero tiznado               | LC                     |              |
|        | Hafferia zeledoni   | (Ridgway, 1909)              | hormiguero inmaculado occidental | LC                     |              |
|        | Hafferia immaculata | (Lafresnaye), 1845           | hormiguero inmaculado            | LC                     |              |

## Distribución geográfica
Las tres especies se distribuyen de forma alopátrica. La especie zeledoni desde el noroeste de Costa Rica, por Panamá, hasta la pendiente del Pacífico al oeste de Colombia y Ecuador; immaculata en los Andes orientales y centrales de Colombia y en la Serranía del Perijá y Andes del oeste de Venezuela; y fortis desde el sureste de Colombia, oeste de la Amazonia en Brasil y este en Perú hasta el noroeste de Bolivia.

## Taxonomía
La historia del género Myrmeciza se caracteriza por décadas de controversias e incertezas. Autores más recientes expresaron dudas consistentes en relación con la monofilia del grupo, pero no había ninguna revisión disponible que realmente probase la monofilia del grupo.
El estudio de Isler et al. 2013 presentó resultados de filogenia molecular de un denso conjunto de taxones de la familia Thamnophilidae (218 de 224 especies). Estos datos suministraron un fuerte soporte a la tesis de que Myrmeciza no era monofilético y que sus miembros están distribuidos en tres de las cinco tribus de la subfamilia Thamnophilinae propuestas por Moyle et al. 2009. También se compararon las características morfológicas, comportamentales y ecológicas de las especies de Myrmeciza con sus parientes próximos dentro de cada tribu, con el objetivo de determinar los límites genéricos.
Como resultado de estos análisis, los autores propusieron que las especies entonces situadas en Myrmeciza fueran reasignadas al propio género y a otros once, cinco de los cuales fueron resucitados: Akletos, Myrmelastes, Myrmoderus, Myrmophylax y Sipia, y seis de los cuales fueron descritos por primera vez: Ammonastes, Ampelornis, Aprositornis, Hafferia, Poliocrania, y Sciaphylax.
Específicamente en relación con las entonces Myrmeciza fortis, M. zeledoni y M. immaculata, Isler et al. 2013 demostraron la afinidad entre ellas y que formaban parte de un gran clado, con Myrmeciza longipes en la base e incluyendo al género Myrmoborus junto a Percnostola lophotes, a los géneros Gymnocichla, Pyriglena y el resto de Percnostola, y  a un sub-clado formado por Myrmeciza melanoceps y Myrmeciza goeldii; a este complejo grupo lo denominaron  clado longipes, dentro de una tribu Pyriglenini. Para resolver esta cuestión taxonómica, propusieron agrupar las tres especies listadas más arriba en un nuevo género. Como no había ningún nombre anterior disponible propusieron el nombre Hafferia. En la Propuesta N° 628 al Comité de Clasificación de Sudamérica (SACC), se aprobó este cambio, junto a todos los otros envolviendo el género Myrmeciza.

### Descripción original
El género Hafferia fue descrito originalmente por los ornitólogos Morton L. Isler, Gustavo A. Bravo y Robb T. Brumfield en 2013, la especie tipo es Thamnophilus imaculatus = Hafferia immaculata.